# Elección para gobernador de Nueva Jersey de 2025
La elección para gobernador de Nueva Jersey de 2025 se realizarán el 4 de noviembre de 2025 para elegir al gobernador de Nueva Jersey. El actual gobernador Phil Murphy, no es elegible para un tercer mandato. 
Las elecciones primarias se celebraron el 10 de junio de 2025. La congresista Mikie Sherrill ganó la nominación demócrata con el 34% de los votos. El ex asambleísta Jack Ciattarelli, quien fue el candidato republicano en la carrera anterior, ganó su segunda nominación consecutiva con el 67% de los votos.
El ganador de las elecciones generales prestará juramento el 20 de enero de 2026.

## Contexto
Nueva Jersey ha sido durante mucho tiempo un estado azul a nivel federal y, típicamente, también a nivel estatal. Los republicanos no han ganado una elección estatal en Nueva Jersey desde las elecciones para gobernador de 2013, pero las elecciones estatales recientes han sido notablemente competitivas. En 2021, el gobernador Murphy fue reelegido por 3,2 puntos, considerablemente menos que su victoria de 14,1 puntos en 2017. Un giro similar hacia la derecha se observó a nivel presidencial en 2024, cuando la demócrata Kamala Harris ganó Nueva Jersey con un 5,9%, unos diez puntos por debajo del margen estatal de Joe Biden en 2020.
Esta elección puede ser un indicador de la popularidad de la segunda presidencia de Donald Trump en el estado. Con excepción de 2021, Nueva Jersey ha elegido un gobernador del partido opuesto al presidente en ejercicio de los Estados Unidos en todas las elecciones desde 1989.
Nueva Jersey no ha elegido al mismo partido para el cargo de gobernador durante más de dos mandatos consecutivos desde 1965.
Antes de morir el 1 de agosto de 2023, la vicegobernadora Sheila Oliver fue considerada una posible candidata para las elecciones a gobernador de Nueva Jersey de 2025.